# Frederick Keeping
Frederick Keeping (Pennington, 11 agosto 1867 – Lymington, 21 febbraio 1950) è stato un pistard britannico, medaglia d'argento ai Giochi della I Olimpiade nella 12 ore su pista.

## Carriera

### Le polemiche sul suo dilettantismo
Keeping lavorava come cameriere presso l'ambasciata britannica in Grecia. Vi furono delle obiezioni riguardo al fatto che egli, così come Edward Battel, lavorassero per vivere. Questo fa sì che "essi non siano gentiluomini quindi non possano essere amatori". Infatti le due cose sono, per alcuni studiosi, strettamente collegati; ad esempio, Mike Price sostiene che "i gentiluomini non erano pagati quindi sono veri amatori. I lavoratori devono essere pagati e quindi perdono qualsiasi caratteristica di dilettantismo.

### Le gare
Keeping partecipò alle gare di ciclismo dei Giochi della I Olimpiade che si svolsero ad Atene nel 1896.
Vinse la medaglia d'argento nella 12 ore su pista. Questa fu una corsa a due tra lui e l'austriaco Adolf Schmal, che era conosciuto per lo più come schermidore, in quanto gli altri cinque ciclisti che partecipavano alla competizione si ritirarono durante la gara. I due, dopo che rimasero da soli nel gareggiare per la vittoria, si fermarono per una pausa per 10 minuti. Keeping seguiva Schmal, che non gli consentiva di recuperare il giro guadagnato all'inizio della corsa. Questo distacco rimase immutato fino al traguardo, con l'austriaco che sopravanzò l'inglese per soli 333,3 m, appunto un giro (295,3 km contro 294,94 km).
Partecipò anche alla cronometro su pista, gara vinta dal francese Paul Masson, classificandosi al quinto posto, a 27" di ritardo.

## Piazzamenti

### Competizioni mondiali
- Giochi olimpici

Atene 1896 - Cronometro: 5
Atene 1896 - 12 ore: 2º